# Meineckia uzungwaensis
Meineckia uzungwaensis là một loài thực vật có hoa trong họ Diệp hạ châu. Loài này được (Radcl.-Sm.) Radcl.-Sm. mô tả khoa học đầu tiên năm 1997.